# Hazal Kaya
Hazal Kaya (født 10. oktober 1990) er en tyrkisk skuespiller.
Hun medvirker i serien Adini Feriha Koydum, hvor hun deler hovedrollen med den unge model, Cagatay Ulusoy. Hazal Kaya har endvidere spillet i en række tv-serier, bl.a Ask-i Memnu og Genco.
Kaya har også deltaget i flere tyrkiske film.